# چیپوا فالز (ویسکانسین)
چیپوا فالز، ویسکانسین  (به انگلیسی: Chippewa Falls) شهری در شهرستان چیپوا ایالت ویسکانسین است که در سال ۱۸۶۹ بنیان‌گذاری شده‌است. این شهر طبق سرشماری سال ۲۰۱۰ میلادی ۱۳٬۶۶۱ نفر جمعیت داشته‌است.

## نگارخانه

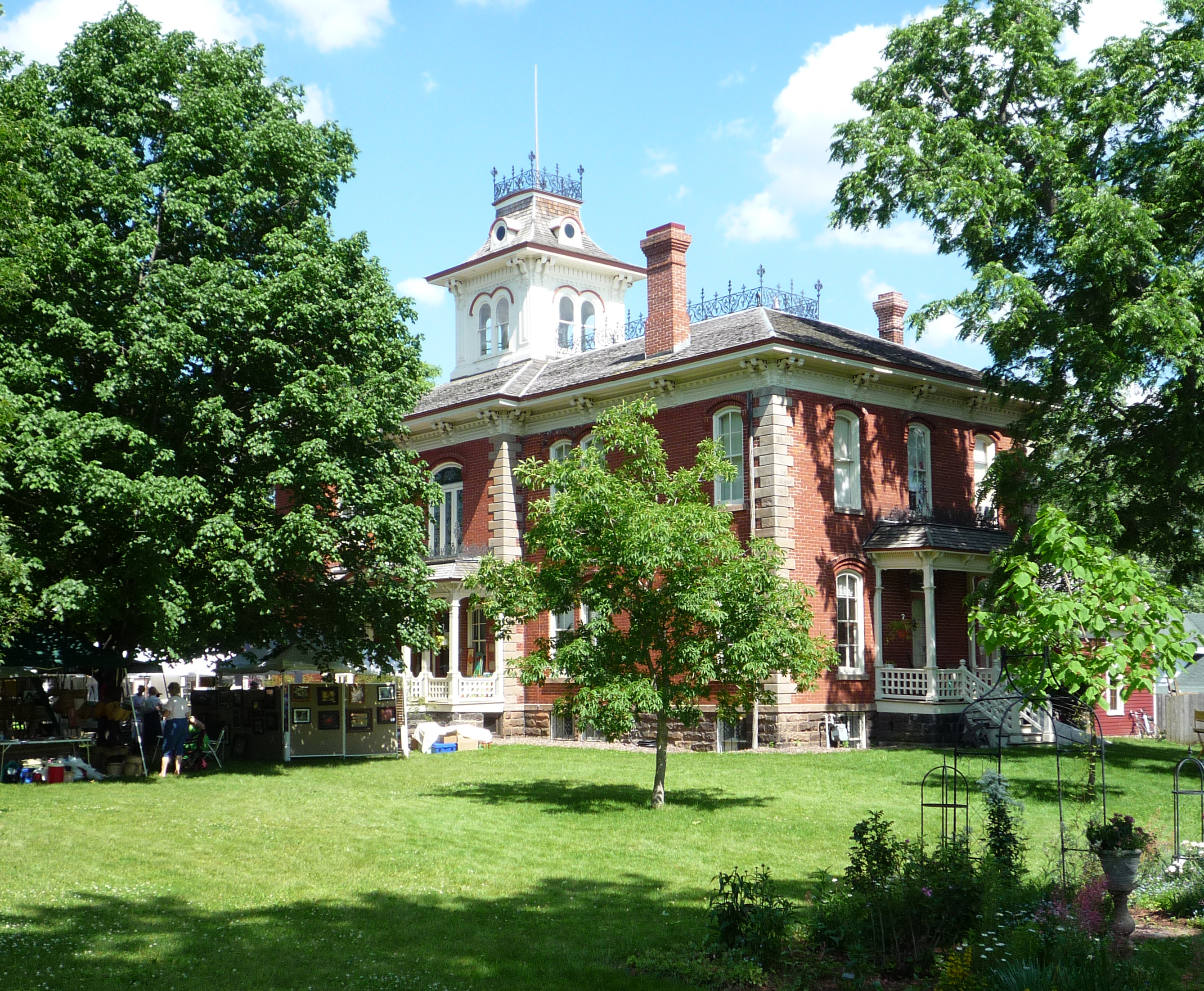
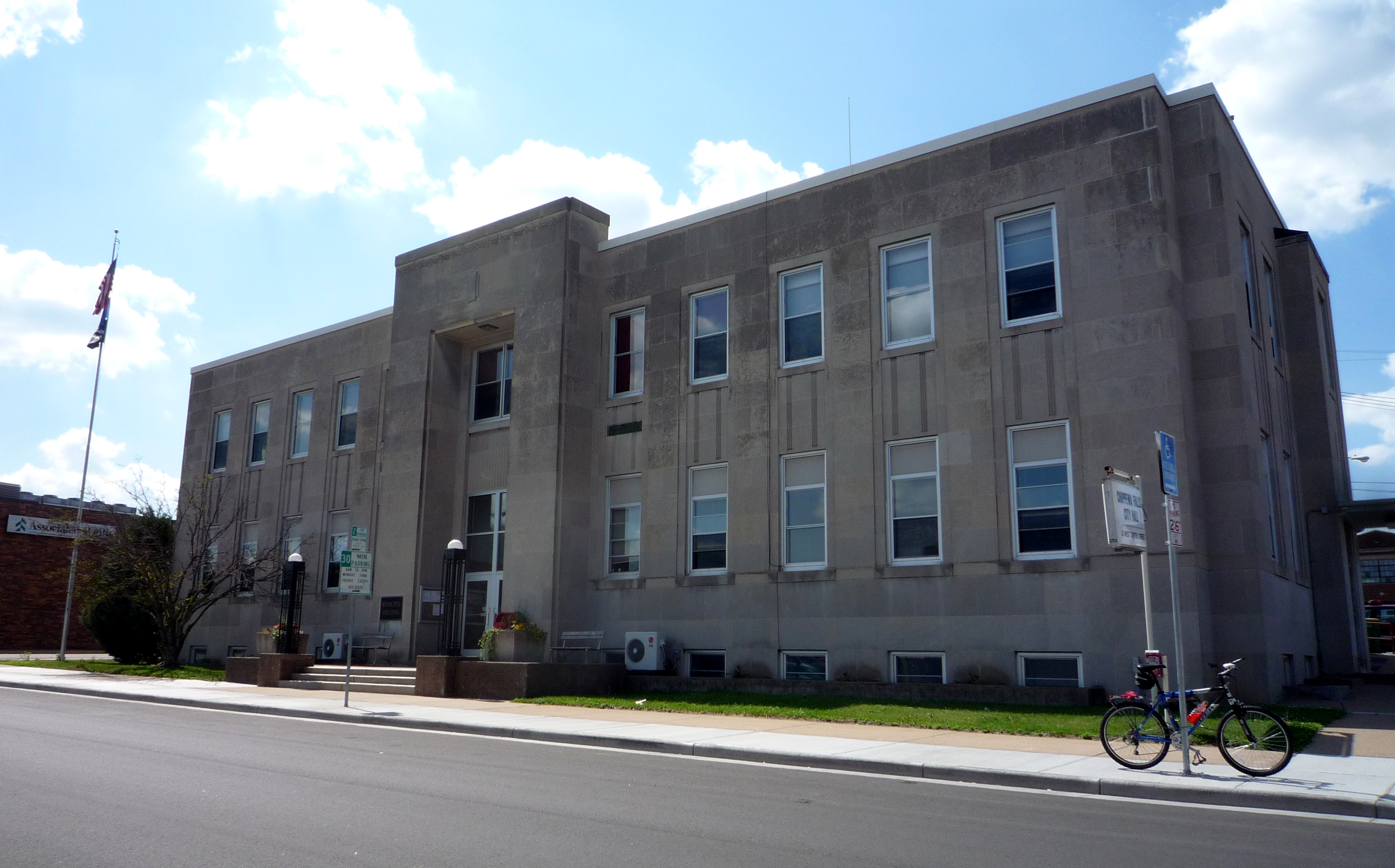
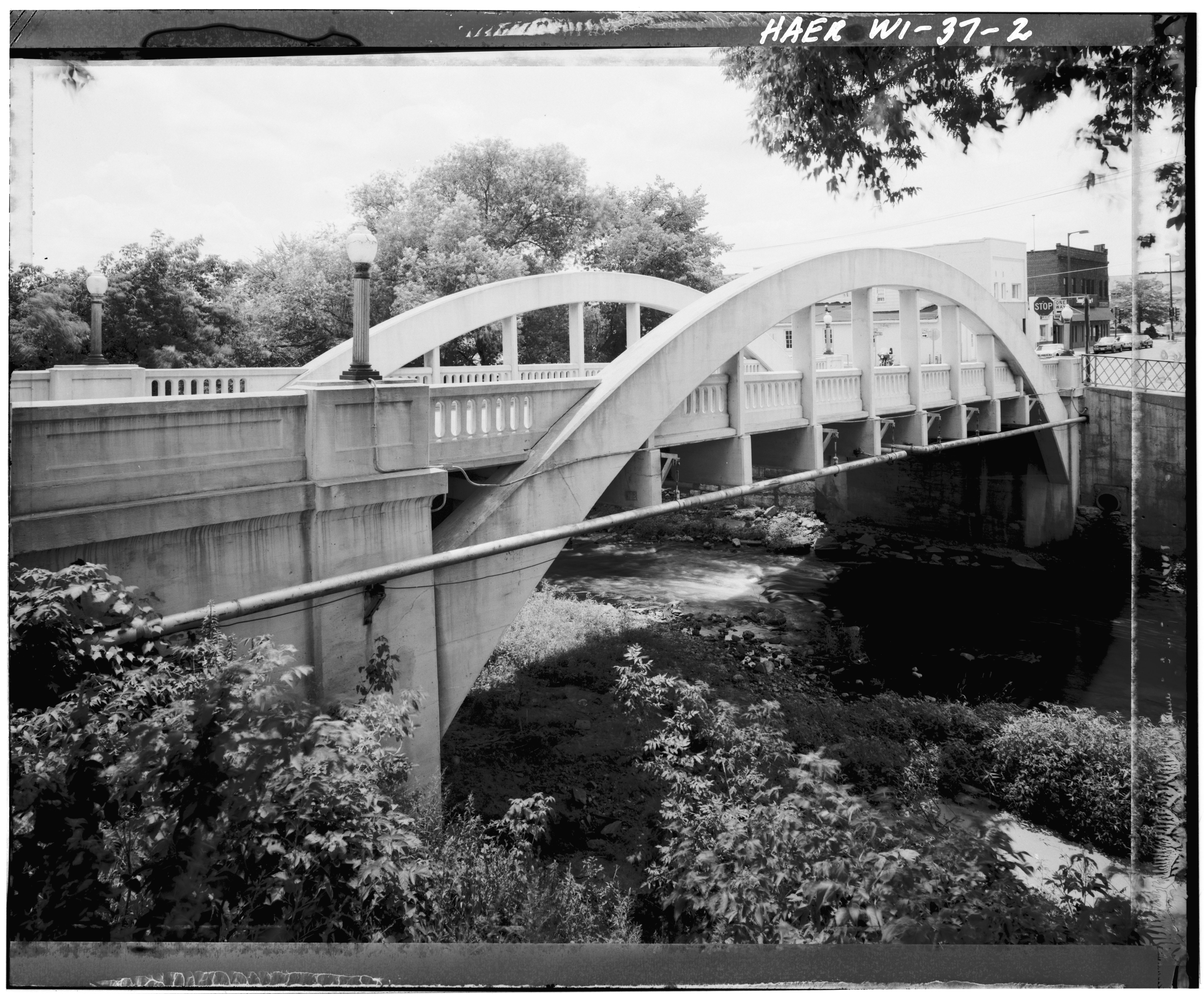